# Spector (groupe)
Pour les articles homonymes, voir Spector.
Spector est un groupe britannique de rock indépendant, originaire de Londres, en Angleterre. Le groupe est composé de Frederick Macpherson (chanteur des Incompétents et de Ox.Eagle.Lion.Man), Jed Cullen (guitare), Nicolas Py (batterie) et Danny Blandy (clavier, anciennement batterie.
Il compte trois albums et une compilation. Le premier album du groupe, Enjoy It While It Lasts, atteint la 12e place du UK Albums Chart, et devient premier de l'Official Record Store Chart la semaine de sa sortie.

## Histoire

### Débuts
Spector est formé en 2011 par Fred Macpherson, ancien leader des Incompétents et de Ox.Eagle.Lion.Man, et répète et donne ses premiers concerts au Efes Snooker Club dans l'est de Londres. Macpherson note que le groupe s'inspire des groupes des années 1980, notamment Orchestral Manoeuvres in the Dark (OMD), Spandau Ballet et Ultravox.
En 2011, Spector obtient une session dans l'émission de radio de Huw Stephens, DJ de BBC Radio 1, et se produit sur la scène de BBC Introducing au Reading and Leeds Festivals. Ils participent à l'émission en direct de Later... with Jools Holland le 22 novembre 2011, et interprètent leur single What You Wanted. Lors de l'émission plus longue du vendredi soir, plus tard dans la semaine, ils interprète Chevy Thunder ainsi que Never Fade Away, et il est annoncé qu'ils sortiraient un album en 2012. Le 5 décembre 2011, la BBC annonce que Spector avait été nommé pour le sondage BBC's Sound of 2012.
Le groupe effectue une tournée en tête d'affiche au Royaume-Uni en février 2012 et joue en première partie de la tournée de Florence and the Machine en mars 2012. Spector donne également son premier concert en Amérique au Coachella Festival en avril 2012.

### Enjoy It While It Lasts
Après la sortie du nouveau single Celestine le 20 mai 2012, le groupe révèle que son premier album s'intitulerait Enjoy It While It Lasts. L'album sort le 13 août 2012 avec des critiques mitigées, atteignant la douzième place dans les classements d'albums britanniques et se plaçant en tête de l'Official Record Store Chart. En août 2012, le groupe joue au Reading and Leeds Festivals pour la deuxième fois, cette fois sur la scène NME/Radio 1, beaucoup plus grande. À la suite de ces deux dates, Spector annonce que le titre de l'album Friday Night, Don't Ever Let It End sortirait en single le lundi 12 novembre 2012. Un clip pour le single, réalisé par Alan Del Rio, est publié le 7 octobre 2012.
En octobre 2012, Spector s'embarque dans des tournées promotionnelles à Singapour et en Malaisie respectivement, sponsorisées par Topman et Universal Music Asia. À la suite de cela, le groupe termine sa troisième tournée au Royaume-Uni, soutenu par les groupes britannique de rock indépendant Swim Deep, Splashh et LULS. Spector se produit lors de l'événement Winter Wonderland de XFM en décembre 2012, aux côtés d'artistes tels que Bloc Party, Maxïmo Park et Everything Everything. Le chanteur Fred Macpherson est nommé dans les catégories « Meilleur Twitter » et « Méchant de l'année » aux NME Awards 2013. Enmars 2013, le groupe se produit en première partie de Suede lors d'un concert à l'Alexandra Palace.
Spector dispose d'une équipe technique, qui compte des fans distincts via les plateformes de médias sociaux Instagram et Twitter, appelée SpectorTech.

### Moth Boys
Le 12 juillet 2013, il est annoncé que Christopher Burman quitte le groupe, les membres de la tournée devant remplir ses fonctions à la guitare et au synthétiseur lors des prochaines dates de concert. Le groupe se produit aux Reading and Leeds Festivals pour la troisième année consécutive en août 2013, avant de faire sa première apparition au Glastonbury Festival en 2014, bien que leur set ait été retardé/écourté en raison d'un violent orage électrique. Leur concert à Glastonbury 2014 comprend les débuts en direct de deux nouveaux titres, Stay High et Bad Boyfriend. Deux autres nouveaux titres, Don't Make Me Try et All the Sad Young Men, sont interprétés lors d'un concert à Leeds en juillet.
Le 8 décembre 2014, le nouveau single Don't Make Me Try est présenté en avant-première dans l'émission de Zane Lowe sur BBC Radio 1, et le clip de la chanson est présenté en avant-première sur Noisey le même jour. Le 3 février 2015, un deuxième single, All the Sad Young Men, est présenté en avant-première comme le « meilleur album au monde » de Zane Lowe. Lors d'une séance de questions-réponses sur Twitter, il est confirmé qu'il s'agissait de la première chanson de leur prochain album. Le groupe confirme également un concert « intime » au Lexington de Londres le 12 mars pour soutenir la sortie de l'album.
Le 30 juin 2015, ils annoncent la sortie de leur deuxième album, Moth Boys, chez Fiction Records, le 21 août de la même année. Le groupe enchaîne avec une tournée « intimate set and signing » pour promouvoir leur album. Ils annoncent également une tournée britannique de 13 dates en octobre. avec Yoann Intonti à la batterie et Spring King et Bill Ryder Jones en première partie.

### Moth Noise
Le 1er décembre 2017, près d'un an après leurs derniers concerts au Royaume-Uni, le single Untitled in D sort sur leur propre label Moth Noise. Il s'agit de la première chanson d'un EP sorti en janvier, avec les autres titres Fine Not Fine, Local International et Wild Guess. L'EP, intitulé Ex-Directory, sort finalement le 9 mars 2018, accompagné d'une vidéo pour Fine Not Fine réalisée par Sarah Pearson et tournée dans et autour de Taroudant. Spector annonce une tournée au Royaume-Uni, avec sept dates en mai 2018, ainsi que des apparitions dans des festivals, notamment les Reading and Leeds Festivals. En décembre 2018, ils sortent par surprise un deuxième EP intitulé Spector Reloaded.
Le 4 juin 2019, le groupe sort un single sans album, intitulé I Won't Wait. Deux autres singles, intitulés Half Life et Simplicity, suivent respectivement le 6 août et le 18 octobre. Le 31 mars 2020, un EP de quatre titres intitulé Extended Play sort, comprenant ces trois titres ainsi qu'une nouvelle chanson, intitulée When Did We Get So Normal ?.
Le 19 février 2020, le groupe annonce la sortie de la compilation Non-Fiction, comprenant les trois EP, ainsi que la démo inédite Bryndon 2, écrite par Bryndon Cook.

### Now or Whenever
En juin 2021, le groupe sort le single Catch You on the Way Back et annonce la sortie prochaine de son premier album studio en six ans. L'album, intitulé Now or Whenever, devait initialement sortir le 1er octobre 2021,, mais est repoussé au 7 janvier 2022 en raison de retards dans la fabrication des vinyles. Il se classe à la 40e place du UK Albums Chart.

### Here Come the Early Nights
En septembre 2023, le groupe annonce la sortie de leur prochain album, intitulé Here Come the Early Nights, qui sortira en novembre 2023. Le groupe annonce également une tournée britannique pour novembre et décembre 2023 et sort le single The Notion de l'album. L'album sort le 24 novembre 2023.

## Discographie

### Albums studio
- 2012 : Enjoy It While It Lasts
- 2015 : Moth Boys
- 2022 : Now or Whenever
- 2023 : Here Come the Early Nights

### Compilations
- 2020 : Non-Fiction

### EP
- 2018 : Ex-Directory[30]
- 2018 : Reloaded
- 2020 : Extended Play